# 維利希夫卡 (哈爾科夫州)
49°58′51″N 36°30′12″E / 49.98083°N 36.50333°E

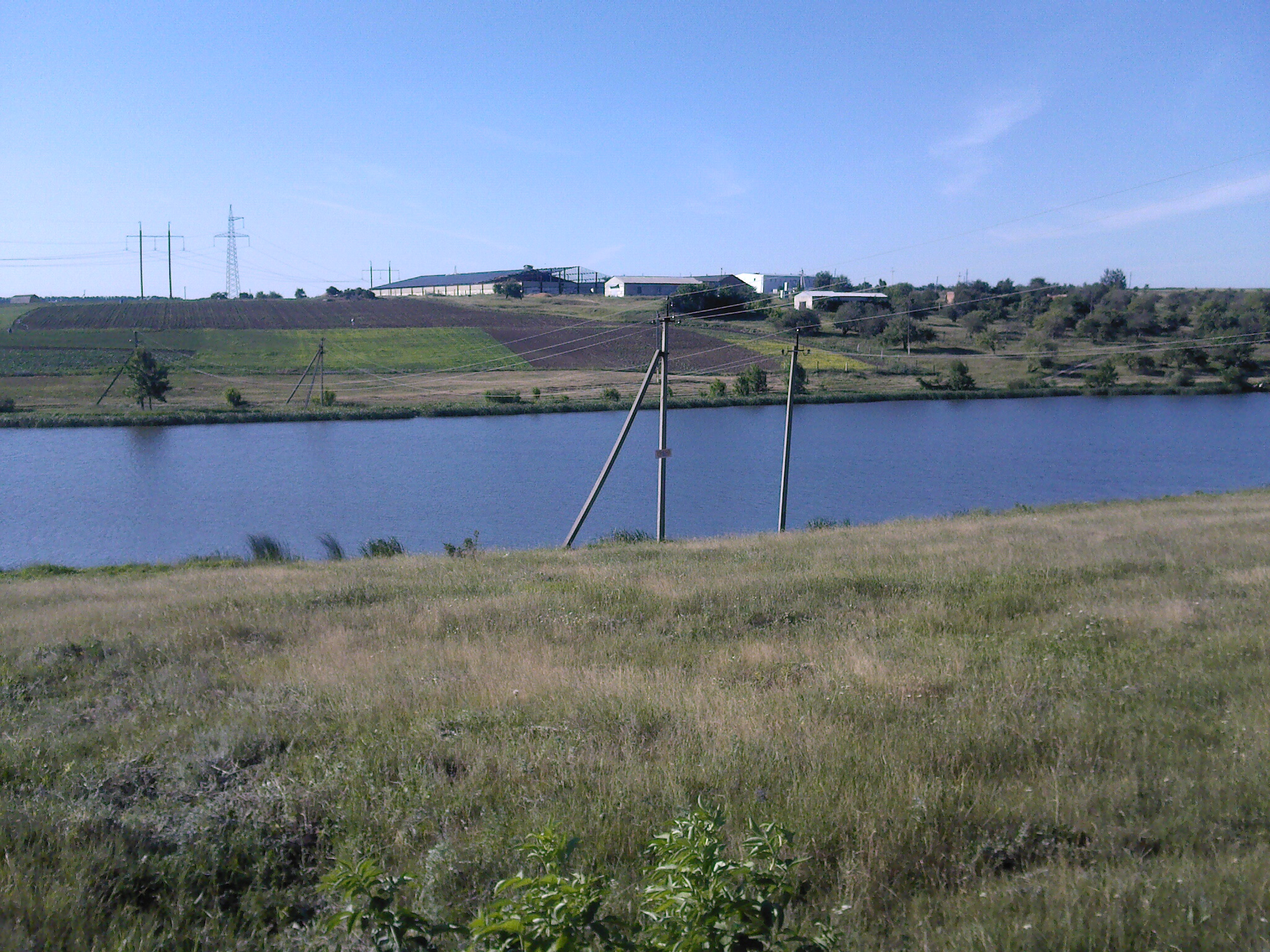
池塘

維利希夫卡（羅馬化：Vilkhivka）是位於烏克蘭東部哈爾科夫州哈爾科夫區維利希夫卡市鎮的村莊。該村始建於1954年，面積1.79平方公里，海拔高度136米，2001年人口1244，人口密度每平方公里695人。
2022年俄羅斯入侵烏克蘭期間，當地曾經被俄羅斯攻佔，不過2022年3月27日被烏克蘭收復。